# Signal Corps (USA:s armé)

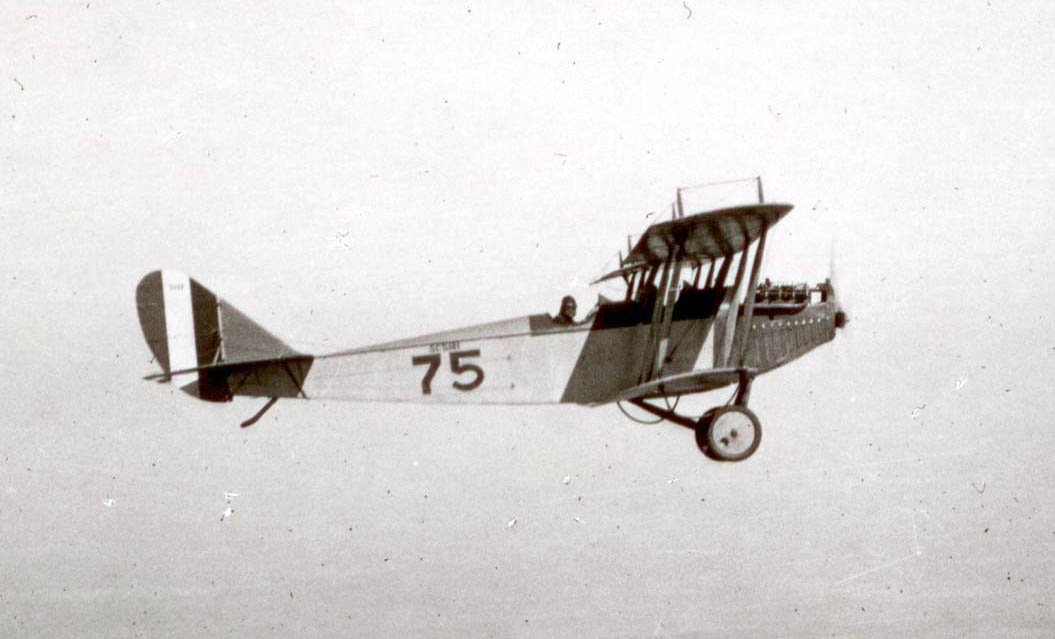
Curtiss JN-4 "Flying Jenny" från US Army Signal Corps Aviation Section, 1918.

United States Army Signal Corps var den amerikanska arméns signalkår. Inom signalkåren upprättades föregångaren till USA:s flygvapen (USAF).

## Flygsektionen inom ASC
Flygverksamheten inom Army Signal Corps inleddes 1 augusti 1907 då en auronautisk avdelning (Aeronautical Division) upprättades och en officer avdelades att studera flygmaskinen och dess användbarhet för militära ändamål. Avdelningen fick sitt första flygplan en Wright Flyer IV 2 augusti 1909. De båda piloterna Frank Lahm och Benjamin Foulois som utbildades av Wilbur Wright blev ASC:s första flygförare.
När första världskriget bröt ut utökades den aeronautiska avdelningen etappvis och man bytte namn till flygsektionen (Aviation Section) och senare till flygplansavdelning (Airplane Division). När USA kom med i kriget 6 april 1917, bestod flygsektionen av 131 officerare varav 75 var utbildade flygförare samt ett mindre antal obeväpnade skol- och övningsflygplan. President Wilson undertecknade 24 juli 1917 ett kongressbeslut som tillförde flygsektionen 640 miljoner dollar för att bygga upp flygförband. Eftersom kvalitén på den inhemska produktionen var lägre än motsvarande flygplan i Europa kom de flesta flygplan att köpas i England eller tillverkas under licens i USA. Den 11 november 1918 bestod den amerikanska kontingenten i första världskriget av 45 flygdivisioner vid fronten samt många amerikanska flygförare i brittiska och franska flygförband. När freden kom började den amerikanska flygindustrin komma ikapp Europa och leveranserna av amerikanska flygplan till flygsektionen inleddes. 20 maj 1918 separerade man flygavdelningen från Signalkåren och den sidoordnades med Signalkåren under namnet Army Air Service (AAS). 1920 när man skulle demobilisera krigsmakten bestod AAS av 195 000 man som skulle minskas till 1 516 officerare och 16 000 man. På några år minskades personalstyrkan ytterligare till cirka 8 000 man. 1926 beslöt man att omforma Army Air Service till Army Air Corps (AAC) med en personalstyrka på 16 000 man och 1 800 flygplan.

## Chefer vid US Army Signal Corps flygsektion
- 1907-1913 General James Allen
- 1913-1917 General George Scriven
- 1917-1918 General George Squier
- 1918-1919 General William Kenly
- 1919-1921 General Charles Menoher
- 1921-1926 General Mason Patrick